# Christoph Gottwald (Autor)
Christoph Gottwald (* 11. Oktober 1954 in Köln) ist ein deutscher Roman- und Drehbuchautor.

## Leben
Christoph Gottwald studierte Germanistik, Soziologie und Philosophie an der Universität zu Köln. Während seines Studiums arbeitete er als Taxifahrer, zu dieser Zeit inszenierte er 1980 an der Studiobühne Köln das Theaterstück Hephaistos oder die Geburt der Halbgötter. Im selben Jahr erschien ein Gedichtband mit dem Titel Versteinerungen – Gedichte aus einer großen Stadt mit Zeichnungen von Nikolaus Heidelbach.
1984 veröffentlichte er seinen ersten Kriminalroman mit dem Titel Tödlicher Klüngel im Emons Verlag. Der Verlag startete mit diesem Werk seine Buch-Reihe Köln-Krimi.
Christoph Gottwald arbeitet seit 1984 als freier Journalist für Rundfunk und Fernsehen, Schriftsteller und Drehbuchautor. Er verfasst Drehbücher vorrangig für Fernsehfilm- und Serienproduktionen. Unter anderem, als Co-Autor, für den Tom Gerhardt Film Voll normaaal. BADDOGINAPARK.COM bildet 2012 seine erste Regiearbeit. Gottwald lebt und arbeitet in Köln und hat drei Kinder.

## Werke

### Gedichte
- Versteinerungen – Gedichte aus einer großen Stadt, Janus-Presse, Köln 1980 ISBN 3-922607-00-4

### Romane
- Tödlicher Klüngel Emons-Verlag, Köln 1984 ISBN 3-924491-01-1
- Lebenslänglich Pizza Emons-Verlag, Köln 1986 ISBN 3-924491-07-0
- Marie, Marie Emons-Verlag, Köln 1994 ISBN 3-924491-46-1
- Endstation Palma – Ein Mallorca Roman Kiepenheuer und Witsch-Verlag, Köln 1998 ISBN 3-462-02767-0
- Blütenträume : die unglaubliche Geschichte des Geldfälschers Jürgen Kuhl DuMont-Verlag, Köln 2010 ISBN 978-3-8321-9532-8

### Drehbücher
- Andere Umstände – Ein Baby und drei Väter, 1992
- Kissenschlacht, 1995
- Geisterjäger John Sinclair: Die Dämonenhochzeit, 1997

### Als Co-Autor
- Voll normaaal, 1994

### Fernsehserien
- Stahlkammer Zürich, 1985
- Freunde fürs Leben, 1992
- Hallo, Onkel Doc!, 1996
- SOKO Wismar, 2009–2011
- Der Staatsanwalt, 2007

## DVDs
- baddoginapark.com, Buch und Regie Christoph Gottwald; Ton, Regieassistenz und Kamera Boris Becker, Sprungturm Verlag Köln, ISBN 978-3-9815061-3-6.